# Руч (село)
 Руч  — село в Усть-Куломском районе Республики Коми, административный центр сельского поселения Руч.

## География
Расположено на левобережье Вычегды на расстоянии примерно 27 км по прямой от районного центра села Усть-Кулом на запад-северо-запад.

## История
Известно с 1707 года как починок Вольдин с 3 дворами, основан переселенцами из Глотовой Слободы (Глотово). В 1719 здесь был лишь 1 двор, В 1784 году 25 дворов и 196 человек, в 1873 — 48 и 336, в 1918 96 и 585 человек, в 1926 — 103 и 563. К 1939 году Руч стало селом, центром сельсовета; здесь жили 771 человек. В 1970 население составляло 631 человек, в 1989 300.

## Население
Постоянное население составляло 952 человека (коми 94 %) в 2002 году, 767 в 2010.